# 聖母醫院 (香港)
聖母醫院（英語：Our Lady of Maryknoll Hospital，醫院管理局內部代碼：OLMH），是一間位於香港黃大仙天主教社區醫院，座落香港九龍黃大仙區黃大仙沙田坳道118號。醫院在1961年由瑪利諾女修會創立，是一間天主教醫院，自1991年起由醫院管理局管理，隸屬九龍中聯網，現任醫院總監為陳允健醫生。

## 歷史
1960年6月16日，聖母醫院舉行奠基禮，建築費用為19萬3000美元，完全由美國駐港總領事館捐贈，建築事宜則由天主教救濟基金會監督。聖母醫院初期設有50張病床。醫院於1961年12月11日下午開幕，並由醫務衞生總監麥敬時主持開幕禮。

### 重建
香港特區政府於2016年《施政報告》宣布落實「十年醫院發展計劃」，聖母醫院重建為其中之一。醫院管理局向立法會申請撥款43億港元進行工程。工程主要包括拆卸東翼及北翼兩座大樓，並在原址興建一座12層高的新大樓，同時翻新門診大樓，又計劃建立通道連接東華三院黃大仙醫院，優化病人治療流程及增加其他配套的合作性，預計2027年完工。新大樓的病床數量將由236張倍增至437張，普通科門診預計可增加每年2萬人次，專科門診可由每年6.7萬人次增至7.5萬人次，可望縮短一半輪候時間。重建後的聖母醫院將增設16張日間病床的血液透析中心，而日間手術中心則附設4間符合現代標準的手術室。不過重建後的聖母醫院仍然不設急症室，引來立法會議員及當區居民不滿。

## 服務範圍
| 專科服務 - 內科 - 外科 - 婦科 - 兒科 - 老人科 - 麻醉科 - 紓緩治療科 - 家庭醫學 - 耳鼻喉科（只限14歲或以上） - 骨科（經本院醫生轉介） - 肺科 - 心臟科 - 內分泌及糖尿科 - 腸胃肝臟科 - 泌尿科 | 其他服務 - 放射診斷 - 超聲波掃描服務 - 電腦掃描服務 - 物理治療 - 職業治療 - 醫務社會工作 - 營養部 - 藥房 - 懷民服務 - 社康護理 - 電子診斷部 - 外展教育服務 - 日間醫療中心 - 糖尿病教育及健康中心 - 心臟中心 - 社區健康中心 |

## 設施
醫院由東翼、北翼及門診大樓三座大樓所組成。

### 重建工程圖集

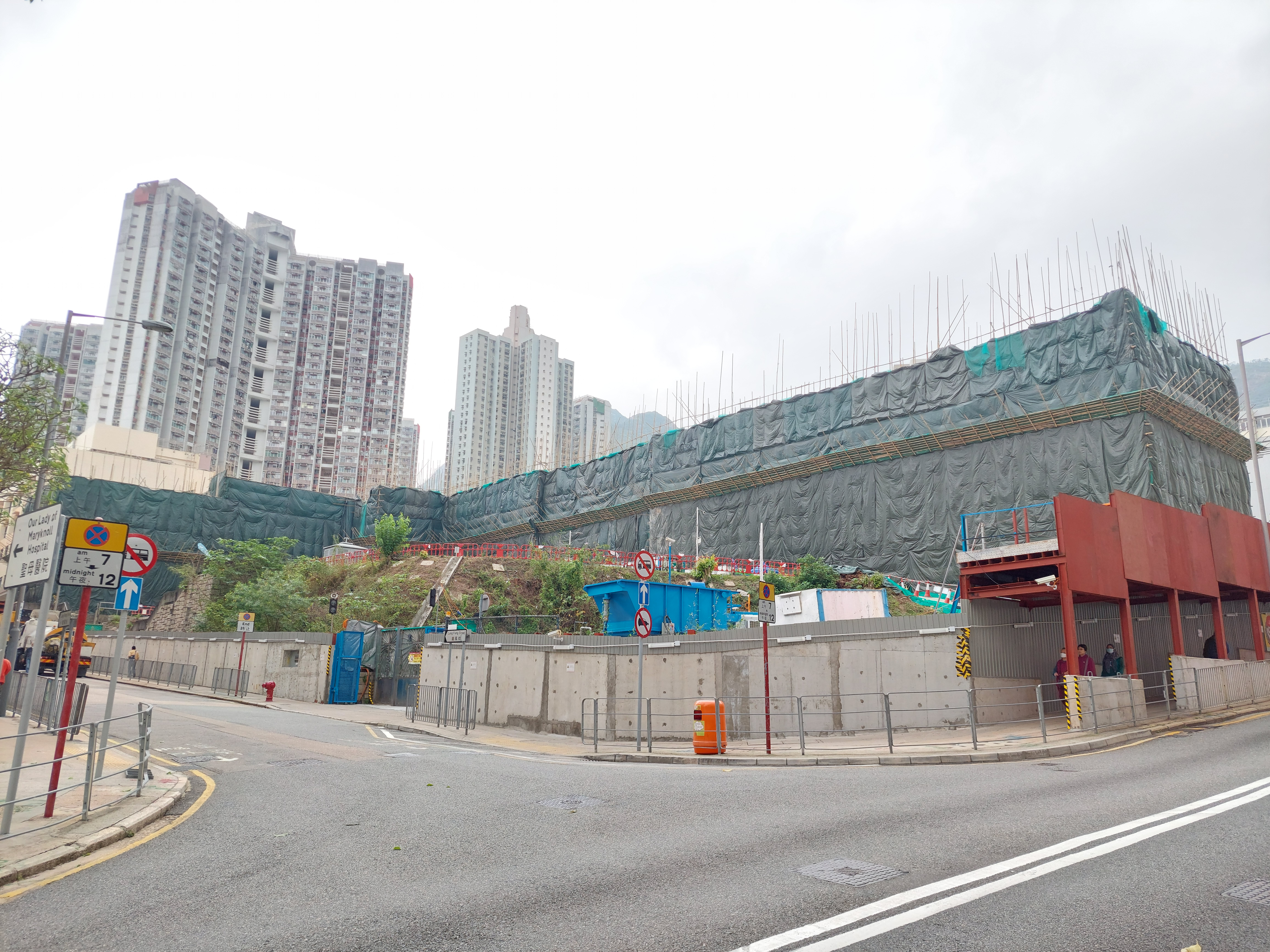
拆卸中，2023年4月

## 外部連結
- 聖母醫院網站 （页面存档备份，存于）